# NGC 7833
NGC 7833 – asteryzm znajdujący się w gwiazdozbiorze Pegaza (praca A.L. Tadrossa z 2011 roku klasyfikuje go nawet jako gromadę otwartą). Obiekt NGC 7833 odkrył Guillaume Bigourdan 18 listopada 1886 roku. Zalicza się do niego od trzech do pięciu gwiazd, a czasem także zwartą galaktykę PGC 1813988 o jasności 17m, która oglądana przez teleskop również przypomina gwiazdę, ma ona jednak zbyt słabą jasność, by Bigourdan mógł ją dostrzec.